# Tatjana Talysjeva
Tatjana Talysjeva, född 15 oktober 1937 i Barnaul i Altaj kraj, är en sovjetisk före detta friidrottare.
Talysjeva blev olympisk bronsmedaljör i längdhopp vid sommarspelen 1968 i Mexico City.